# Rho Cygni
Désignations
Rho Cygni (ρ Cyg) est une étoile géante de la constellation boréale du Cygne. Sa magnitude apparente est de 4,02. L'étoile présente une parallaxe annuelle de 26,39 mas mesurée par le satellite Hipparcos, ce qui permet d'en déduire qu'elle est distante d'environ ∼ 124 a.l. (∼ 38 pc) de la Terre. Elle s'éloigne du Système solaire à une vitesse radiale de +7 km/s. Elle fait partie de la population du disque mince de la Voie lactée.
Rho Cygni est une étoile géante jaune de type spectral G8 III Fe-0,5 dont l'âge est estimé à 660 millions d'années. Le suffixe « Fe-0,5 » indique que son spectre montre une légère sous-abondance en fer. L'étoile est 2,16 fois plus massive que le Soleil et son rayon est 7,81 fois plus grand que le rayon solaire. Elle est 37 fois plus lumineuse que le Soleil et sa température de surface est de 5 100 K.
Rho Cygni est une source brillante en rayons X avec une luminosité de 10,26 × 1029 ergs s-1. Elle possède un champ magnétique d'une force maximale de 7,3 ± 0,5 G à sa surface.